# Barragem de Dijele
A Barragem de Dijele (em turco: Dicle Barajı) é uma das 21 barragems do Projeto do Sudeste da Anatólia da Turquia. Essas instalações estão localizadas no território provincial de Diarbaquir, a uma distância de 50 quilômetros do centro da cidade de Diarbaquir. Mais especificamente, a barragem e a usina hidrelétrica estão localizadas no distrito de Eil, a uma distância de 800 metros do ponto de junção dos riachos Madene e Dibni para formar o Tigre, e 22 quilômetros a jusante da barragem Cralqueze. As obras de construção foram iniciadas em 1986 e a barragem foi concluída em 1997. A barragem tem uma capacidade hidrelétrica instalada de 110 MW e foi projetada para irrigar 128 080 hectares. Em 2001, uma linha de transmissão de água e uma estação de tratamento de água foram comissionadas, fornecendo cerca de 85% da água potável para a cidade de Diarbaquir em 2010. Em 2018, uma comporta da barragem quebrou, o nível de água diminuiu e uma parte de uma vila ressurgiu no distrito de Eil.